# Wainwright No 61
Wainwright No 61 est un district municipal de l'Est de l'Alberta au Canada. Il est situé dans la division de recensement Division No 7. Son siège social est la ville de Wainwright. Le district est divisé sur l'axe nord-sud par la Buffalo Trail et sur l'axe est-ouest par la Poundmaker Trail.

## Démographie
Au recensement de 2011, le district municipal Wainwright No. 61 avait une population de 4 138 habitants. Avec sa superficie de 4 154 km2, il a donc une densité de 1 habitant/km2.
| 2001  | 2006  | 2011  | 2016  |
| ----- | ----- | ----- | ----- |
| 4 231 | 3 558 | 4 138 | 4 479 |

## Communautés et localités
Bourgs
- Wainwright

Villages
- Chauvin
- Edgerton
- Irma

Hameaux
- Fabyan
- Greenshields
- Ribstone

Localités
- Ascot Heights
- Bushy Head Corner
- Butze
- Denwood
- Dunn
- Gilt Edge
- Hawkins
- Heath
- Hope Valley
- Jarrow
- Killarney Lake
- Park Farm
- Prospect Valley
- Rocky Ford
- Roros
- Saville Farm

## Aire protégée
- Aire naturelle du parcours patrimonial de Ribstone Creek
- Parc provincial de Dillberry Lake